# 1707

## أحداث
- اتحاد إنجلترا مع اسكتلندا وتشكيل بريطانيا العظمى
- أمير البحر عبد الله بن عائشة يطلب من الرهبان الفرنسي دومينيك بوزنو أن يتوسط له أمام سلطان المغرب المولى إسماعيل لإطلاق سراحه.

## مواليد
- ليونهارد أويلر
- هنري فيلدنغ
- - كارولوس لينيوس

## وفيات
- ابن معصوم
- يوهان كريستوف دينر
- زيدان بن إسماعيل، أمير علوي مغربي.
- أورنكزيب عالم كير